# Карус, Евгений Виллиамович
Ка́рус Евгений Виллиамович  (1 ноября 1918, Калуга — 8 сентября 1994, Москва) — советский геофизик, доктор физико-математических наук, профессор, член-корреспондент АН СССР, заслуженный деятель науки и техники РСФСР. Создатель научной школы геоакустики.

## Биография
Евгений Карус родился 1 ноября 1918 года в городе Калуге. После окончании Калужской средней школы № 5, в 1935 году поступил в Московский геологоразведочный институт, который успешно окончил в 1940-м, получив диплом инженера.
С 1939 года работал в ИФЗ им. О. Ю. Шмидта научным сотрудником, с 1951 по 1968 — заместитель директора.
В 1968—1978 гг., — директор «ВНИИ ядерной геофизики и геохимии», а с 1978 по 1986 — директор «ВНИИ геофизических методов разведки» и одновременно — генеральный директор НПО «Нефтегеофизика».
Преподаватель и заведующий кафедрой геофизических методов исследования земной коры, геологического факультета геологического факультета МГУ, где читал курсы лекций:
- «Комплексирование геофизических методов»;
- «Сейсморазведка»;
- «Введение в геофизику».

Специалист по применению метода геоакустики в поисках и разведке месторождений полезных ископаемых.
Скончался в городе Москве 8 сентября 1994 года, в возрасте 75-ти лет. Похоронен на Кунцевском кладбище.

## Научный вклад
Внёс значительный вклад в различные направления геофизики: теорию сейсмических и геоакустических исследований, комплексных геофизических исследований в целях изучения глубинных зон земной коры и закономерностей образования месторождений полезных ископаемых, изучению структуры ледового покрова и сейсмичности Антарктиды, прогнозированию землетрясений…
Евгению Виллиамовичу Карусу принадлежит научное открытие явления парагенезиса субвертикальных зонально-кольцевых геофизических, геохимических и биогеохимических полей в осадочном чехле земной коры.
На основе работ Каруса по теории высокочастотных сейсмических волн, впервые в мировой практике были открыты методы геоакустических исследований скважин для нефтегазовой разведки, поисков рудных тел в инженерной сейсморазведке.
Карус руководил работами по созданию первого в СССР сейсмографа с цифровой записью для наблюдений на Луне и проведением первых ядерно-физических исследований образцов лунного грунта методом инструментального активационного анализа, а также разработкой нового метода геофизических исследований, основанного на использовании стационарных гармонических колебаний (80—6000 колебаний в секунду), открывшего новые возможности изучения физ. свойств горных пород в естественных условиях.
В 1982 удостоен Государственной премии. Являлся научным редактором научного журнала «Геофизика» и горной энциклопедии по геофизическим методам разведки. Состоял членом редколлегий журналов «Советская геология», «Вестник МУ», «Изв. АН СССР. Физика Земли».

## Награды и премии
- Заслуженный деятель науки и техники РСФСР (1978);
- Государственная премия СССР (1982).